# H.L. Mencken

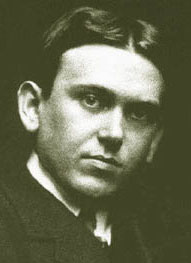
H.L. Mencken.

Henry Louis Mencken (Baltimore, Maryland, 12 september 1880 - Baltimore, Maryland, 29 januari 1956) was een Amerikaans journalist en sociaal criticus. Hij staat bekend als een invloedrijke schrijver uit het eerste gedeelte van de 20e eeuw. 

## Leven
Mencken werd geboren in Baltimore (in de staat Maryland) als kind van Duits-Amerikaanse ouders. Zijn vader had een sigarenfabriek. In 1899 werd hij verslaggever voor de Baltimore Morning Herald. In 1906 stapte hij over naar de Baltimore Sun. Hij mocht daar een column schrijven, maar kreeg ook redactionele verantwoordelijkheden. In die tijd kreeg hij interesse voor het schrijven van korte verhalen, novelles en wat poëzie. Voor het literaire magazine The Smart Set mocht hij zich vanaf 1908 wagen aan het recenseren van literatuur. Van 1914 tot 1923 was hij redacteur van dit blad. Samen met George Jean Nathan begon hij in 1924 de American Mercury, dat een nationale verspreiding kreeg en op vele studentencampussen gelezen werd. Een hoogtepunt in de geschiedenis van dit blad was Menckens arrestatie in 1926 in Boston bij het venten met een in Boston verboden nummer. Als redacteur werd Mencken bevriend met gerespecteerde schrijvers uit die tijd, zoals F. Scott Fitzgerald en Theodore Dreiser. 

Begin jaren twintig verbrak hij een langdurige relatie met Marion Bloom, die zich, na zes maanden verpleegster te zijn geweest in de Eerste Wereldoorlog, tot de Christian Science bekeerd bleek te hebben. Als uitgesproken antiklerikaal kon hij dat niet hebben. Op zijn vijftigste trouwde hij, wegens zijn vermeende vrouwenhaat tot verrassing van velen, met Sarah Haardt, een 18 jaar jongere lerares en schrijfster van korte verhalen, die hij al zeven jaar kende. Zij stierf echter al 5 jaar later aan meningitis.

Na een beroerte in 1948 moest hij het schrijven opgeven. Zijn spraak was onverstaanbaar geworden, maar het luisteren naar klassieke muziek bood enige vertroosting. Mencken begon zich zorgen te maken over hoe hij na zijn dood herinnerd zou worden. Hij ordende hiertoe zijn na te laten documenten. Hij stierf in 1956.

## Werk
In columns en reportages bestreed Mencken met stilistisch virtuoze spot alle vormen van vulgariteit, corruptie, hypocrisie, godsdienstige kwezelarij, sommige alternatieve geneeswijzen en onderdrukking, maar ook een goedbedoelende wereldverbeteraar als president Woodrow Wilson en in het bijzonder de Amerikaanse obsessie met het puritanisme, dat hij omschreef als "de kwellende vrees dat iemand, ergens, misschien gelukkig is". Niets en niemand werd gespaard. Hij hield er bewust een provocerende stijl op na, die hij beschouwde als effectiever dan de klaagzang. In de roaring twenties bereikte hij hiermee zijn hoogtepunt van invloed en populariteit. In de jaren dertig, toen de Grote Depressie had toegeslagen, wijzigde hij zijn toon niet, maar bleek het publiek er minder voor in de stemming te zijn. Toen wreekte zich dat hij wel goed was in neersabelen, maar weinig deed aan opbouwende kritiek. Hij schreef echter ook een studieus en invloedrijk werk, The American Language (1919), toen Amerika nog maar net een rol op het wereldtoneel was begonnen te spelen. Hierin voorspelde hij dat het Amerikaans-Engels het Britse origineel nog eens zou gaan overvleugelen.

Mencken werd onder meer beïnvloed door de schrijvers Ambrose Bierce, Rudyard Kipling, Joseph Conrad, Mark Twain en door de filosoof Friedrich Nietzsche. De Engels-Amerikaanse journalist en radiocommentator Alistair Cooke zei door Mencken beïnvloed te zijn, hoewel die er een totaal niet provocerende stijl op nahield.

Hoewel hij beticht werd van elitarisme, racisme en vrouwenhaat, (hij had zich dan ook negatief uitgelaten over Angelsaksen, die zijn eigen ras genoemd zouden kunnen worden, en ook Joden) was in zijn tijd als redacteur bij de Smart Set juist een vrouw de meest gelezen columnist, en waarschuwde hij vroegtijdig tegen de Jodenvervolging in nazi-Duitsland.